# Louis Hippolyte Hupé
Louis Hippolyte Hupé (né le 14 mars 1819 à Paris et mort le 22 février 1867 à Paris) est un naturaliste et paléontologue français.

## Biographie
Hippolyte Hupé est aide-naturaliste au Muséum national d'histoire naturelle de Paris lorsqu'il succombe le 22 février 1867, après une longue maladie.
Il est membre de la Société philomathique de Paris.
Son plus important ouvrage est la partie malacologique du voyage de Francis de Castelnau : Expédition dans les parties centrales de l'Amérique du Sud : de Rio de Janeiro à Lima, et de Lima au Para (1850).
En novembre 1860, Hippolyte Hupé, aide-naturaliste au Muséum, a terminé l’inventaire de la collection paléontologique d’invertébrés fossiles d’Alcide d’Orbigny, mort en 1857.
Il collabore avec Félix Dujardin aux Suites à Buffon éditées par la librairie Roret pour les Zoophytes échinodermes (1862). L'ouvrage est terminé par Hupé après la mort de Dujardin.

## Distinctions
- Chevalier de la Légion d'honneur (1862)[1]